# Clovia bigoti
Clovia bigoti är en insektsart som först beskrevs av Victor Antoine Signoret 1858.  Clovia bigoti ingår i släktet Clovia och familjen spottstritar. Inga underarter finns listade i Catalogue of Life.